# Jack Dyson (1934–2000)
Jack Dyson (ur. 8 lipca 1934 w Oldham, zm. 22 listopada 2000 tamże) – angielski piłkarz i krykiecista.
Karierę piłkarską rozpoczął w amatorskim Nelson F.C., skąd w 1961 przeszedł do Manchesteru City. W latach 1951–1961 w lidze i w meczach pucharowych rozegrał 72 mecze i strzelił 29 bramek, w tym jedną w finale Pucharu Anglii w 1956 przeciwko Birmingham City. Zaliczył jeden występ w reprezentacji Anglii do lat 23. Jako piłkarz grał jeszcze w Stirling Albion i Norwitch Victoria.
W latach 1954–1964 grał w kilku angielskich klubach krykietowych.

## Sukcesy
Manchester City
- Puchar Anglii (1): 1955/1956